# Tourville-la-Rivière
Tourville-la-Rivière är en kommun i departementet Seine-Maritime i regionen Normandie i norra Frankrike. Kommunen ligger i kantonen Caudebec-lès-Elbeuf som tillhör arrondissementet Rouen. År 2022 hade Tourville-la-Rivière 2 574 invånare.

## Befolkningsutveckling
Antalet invånare i kommunen Tourville-la-Rivière
| Referens: INSEE |